# Подгорье (Вишеград)
Подгорье (серб. Подгорје / Podgorje) — село в общине Вишеград Республики Сербской Боснии и Герцеговины. Население составляет 37 человек по переписи 2013 года.